# Съюз на българските автомобилисти
Съюзът на българските автомобилисти (СБА) е  неправителствена и неполитическа обществена организация в частна полза, създадена през 1989г.  Председател на организацията е Емил Панчев.
Съюзът на българските автомобилисти е официален член на Международната автомобилна федерация (FIA), Международната организация за пътна помощ (ARC), Международния алианс по туризъм (AIT), Международната организация по къмпинг и караванинг (FICC) и е лицензиран да извършва технически услуги на територията на България.
СБА има добре изградена регионална структура в страната, като разполага с 60 клона. Освен превенционната и образователна дейност сред учениците и обществото въобще, СБА извършва и някои услуги в полза на автомобилистите, сред които годишни технически прегледи на возилата, шофьорски курсове и пътна помощ на територията на България и Европа. От дълги години СБА е и оторизиран застрахователен брокер и извършва различни видове застраховки.